# Mysidia striata
Mysidia striata är en insektsart som beskrevs av Broomfield 1985. Mysidia striata ingår i släktet Mysidia och familjen Derbidae. Inga underarter finns listade i Catalogue of Life.